# لوكاس ألين
لوكاس ألين هو سياسي كندي، ولد في 17 يوليو 1878، وتوفي في 7 أبريل 1964.